# Олег Моравський

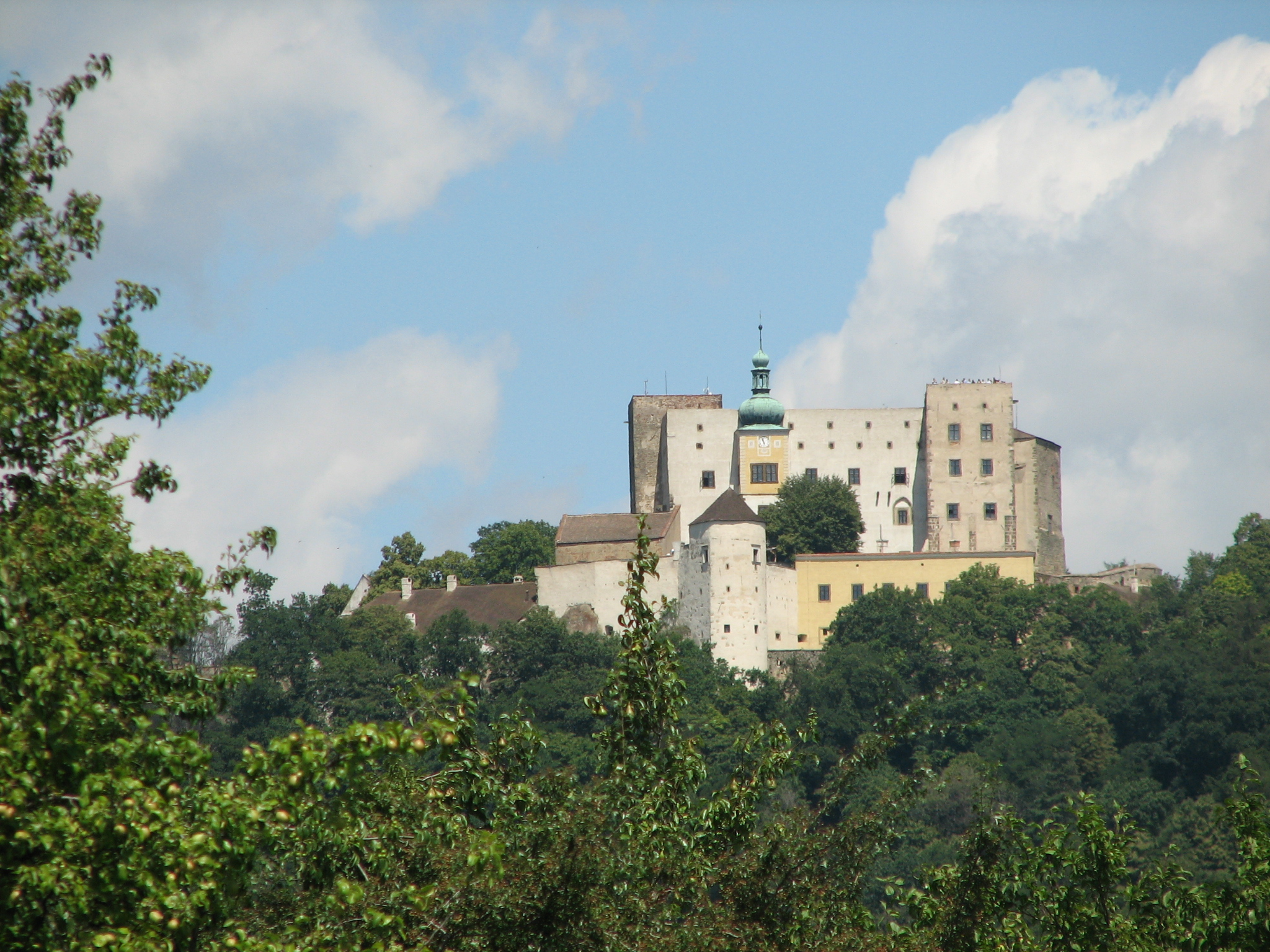
Одна з резиденцій моравських Жеротиних — Бухловський замок.

Олег Моравський — легендарний руський князь, який правив у Моравії з 940 по 949 роки. З XVI століття представники давнього моравського роду графів Жеротинських саме від нього починають свій родовід.
Існування князя Олега в історії Моравії під час поглинання її Чеським королівством перестали визнавати. Відомості про походження та діяльність Олега базуються на польсько-чеських джерелах рубежу XVI—XVII століть та пов'язані з доказом давнього походження роду Жеротинів у Моравії.

## Походження Олега
У 1593 році вийшла історична праця Бартоша Папроцького «Zrdcadlo slavneho Morawskeho», в якій Олег Моравський (Колег) названий сином древлянського князя Олега Святославича (син Колги) та племінником київського князя Ярополка Святославича (972—978). У результаті міжусобиці князь Олег утік до Моравії, де заснував рід Жеротинів. Початок роду Папроцький відніс до 861 року — дати, близької до приходу варягів на Русь у 862 році або початку династії Рюриковичів. Про події давньоруської історії Папроцький міг дізнатися зі твору Зиґмунда Герберштейна, що видав у 1549 році «Записки про московитські справи». Папроцький повідомляє цікаву деталь, що Олег мав прізвисько «враг» і прізвисько всього його роду «врагівський», звідки легко вловити давньоруський «варяг, від роду варязького» .
Більш повні відомості про руського князя Олега знаходяться в генеалогічній праці «De origine baronum a Zierotin» (бл. 1620), написаній на замовлення Жеротинських чеським письменником і педагогом Яном Амосом Коменським, який мав у розпорядженні якийсь древній рукопис. Текст його праці відомий за переказом чеським істориком Томашем Пешиною у творі латинською «Mars Moravicus» (1677 рік). Томаш Пешина повідомляє:

«Відчуваючи відразу внаслідок братовбивства, скоєного Болеславом, Моравія зовсім відокремилася від Богемської імперії, щоб як і раніше мати власного князя, яким став князь з роду руських князів, на ім'я Олег (Olgo), племінник Ярополка (Jaropolci), київського князя, або Ольги, яка була дружиною Ігоря (Jori), батька Ярополка».
Західнослов'янські середньовічні історики погано орієнтувалися в князівській генеалогії Київської Русі. З двох версій родинних стосунків Олега, викладених Пєшиною, слід обрати другу, щоб встановити хронологічну відповідність часу його діяльності. Олег названий братом княгині Ольги. Якби він був племінником Ярополка, то не міг би втекти до Моравії ще до народження Святослава Ігоровича, батька Ярополка.
У такому разі вислів Папроцького «Колег, син Колги» породжує версію про Віщого Олега як батька Олега Моравського. Ця гіпотеза не підтримується багатьма істориками, але існує як ймовірне припущення і використовувалася в аматорських історичних реконструкціях. Крім того, передавання батьком свого імені синові суперечила б давньоруським та скандинавським сімейним традиціям. Адже такі приклади були рідкісними винятками.

## Князь Моравії
За інформацією Томаша Пешини, Олег став князем Моравії 940 року. Моравія, населена слов'янським племенем моравів, володіла лише невеликою частиною території колишньої держави Велика Моравія, що зникла у 906 році під натиском угорців. Угорці відкочували до Паннонії з північного Причорномор'я під тиском печенігів. Розпад Великої Моравії почався ще до вторгнення угорців: Чехія відкололася в 895 році при останньому відомому моравському правителі Моймирі II, однак про територіальні кордони Моравії у складі Чеського князівства нічого не відомо. Про боротьбу моравів у 940-х роках із угорцями також немає відомостей за винятком оповідання Томаша Пешини.
Олег отримував допомогу з півночі від князя західних полян Земомисла та своїх родичів із Русі-України. Після кількох років боротьби угорці захопили столицю Моравії Велеград. В одній із битв при Брно в 949 році угорці зімітували свою втечу, виманивши військо Олега у засідку, а потім повністю розбили його. З вцілілими воїнами Олег пішов до Земомисла, там же, за повідомленням Пешини, помер.
Пізніший польський письменник Стредовський (Стржедовський) повідомляє про повернення Олега на Русь-Україну перед смертю в 967 році:
«У рік 967. Олег, останній король Моравії, що колись став вигнанцем на Русі, стомлений віком і тривогами, там-таки закінчив свої дні…»

## Історіографія по Олега Моравського
Джерела з історії Олега, останнього короля Моравії, залишилися невідомими. Бартош Папроцький посилався на польські аннали. Ян Амос Коменський міг отримати стародавній моравський рукопис із архівів Жеротинів. Оскільки давньоруська генеалогія викладена вкрай плутано, історики впевнено припускають місцеве чесько-польське походження історичного джерела.